# Udon
 (décembre 2022).
Les udons (うどん/饂飩, udon) sont, avec les soba, les pâtes les plus consommées au Japon. Elles sont préparées avec de la farine de blé tendre (froment). Ce sont les pâtes japonaises les plus épaisses : de 2 à 4 mm de largeur. Leur couleur varie de blanc à blanc cassé et leur consistance est molle et élastique. Les udons peuvent se consommer chaudes ou froides, ce qui les rend très appréciables, notamment en période estivale, permettant de lutter contre les étés japonais relativement chauds. Elles sont avec les soba un exemple de pâtes japonaises traditionnelles, par opposition aux rāmen importées de Chine à la fin de la fermeture du pays aux étrangers au début de l'ère Meiji. Les udons sont particulièrement populaires dans la préfecture de Kagawa (anciennement province de Sanuki), où elles sont généralement un peu plus minces que dans le reste du pays.

## Évolution de la production

### Histoire
Contrairement à d'autres nouilles japonaises dont les recettes sont directement issues de la cuisine chinoise comme les rāmen, les udons sont généralement considérés comme des nouilles traditionnelles japonaises. Cependant, divers témoignages attestent de l'introduction de ces nouilles au Japon, certains la faisant remonter aux premiers siècles de notre ère et d'autres au VIIIe siècle en provenance de Chine.
Après leur introduction, les nouilles ont été adaptées aux goûts et usages locaux. Lors de la période Muromachi (1338-1573), les udons sont surtout connus dans les temples, leur adoption dans la cuisine quotidienne datant de la période Edo (1603-1868). La plus ancienne description connue de la production d’udons provient du livre de recettes (Ryori monogatari (料理物語, « Histoires de cuisine »), datant de 1643 ; à cette époque, les udons sont surtout populaires dans les régions d'Osaka et Kyoto. Durant la période Edo, le théâtre kabuki, qui s'est nourri du quotidien de l'époque, fait allusion aux udons. En 1713, la pièce Sukeroku (助六) met en scène un vendeur d’udons de Fukuyama, et un des personnages principaux (Kanpera Monbee) travaille dans un atelier de fabrication d’udons qui était situé près du théâtre. Au XIXe siècle, les soba restent plus populaires dans le Kantō (autour de Tokyo), alors que les udons sont toujours plus populaires dans le Kansai (autour d'Osaka).
Avec la restauration de Meiji (1868), le pays précédemment isolé s'ouvre à d'autres cultures et habitudes alimentaires, entraînant un changement dans les procédés de fabrication des aliments. En 1884, la première machine à fabriquer les nouilles est introduite au Japon par T. Masaki, ce qui a révolutionné la production industrielle de pâtes alimentaires. L'importance croissante de la production alimentaire industrielle a également augmenté le nombre de recherches scientifiques autour de l'alimentation et des nouilles. Des études sont alors financées par l'industrie alimentaire ou par les institutions publiques et les universités. Les propriétés physiques des différentes farines utilisées pour la préparation des udons sont étudiées par T. Shimizu et al., à partir de 1958 et les études se poursuivent de nos jours. Hara et al., par exemple, a démontré en 2003 que les udons peuvent présenter une flexibilité moindre s'ils sont cuits dans une eau électrolysée ce qui induit une gélification moindre de l'amidon qui est directement liée à la flexibilité des nouilles. Plusieurs travaux portent sur la modélisation mathématique du processus de séchage des udons. Les modèles visent à prédire la rupture des nouilles et étudient comment l'éviter, comme les modèles de Tadao Inazu et al. (2005) ou ceux de Jie Yu Chen et al. (2000).

### Fabrication traditionnelle

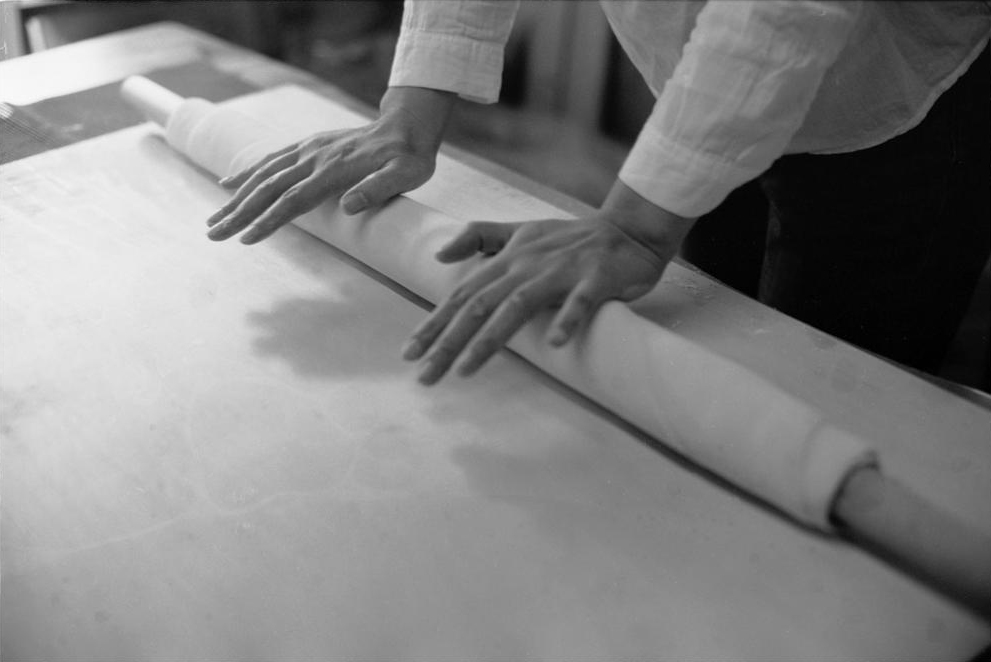
Chef en train de rouler la pâte des udons.

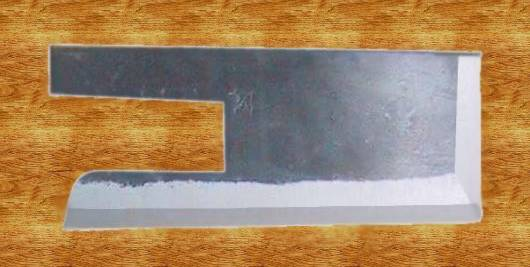
Udon kiri, un couteau spécial pour couper les pâtes. La poignée est en haut à gauche, la lame vers le bas.

Les nouilles udons sont de couleur blanche à blanc cassé et de consistance molle et élastique. Traditionnellement, seuls de la farine, du sel et de l'eau sont utilisés pour leur préparation, et de l'eau de mer est utilisée pour leur cuisson. Les proportions entre les ingrédients sont pour 100 volumes de farine de blé, 32 à 35 volumes d'eau et 2 à 3 volumes de sel. Le ratio entre ingrédients est souvent influencé par la cuisson, le type d’udons, la consistance désirée ainsi que les conditions météorologiques du jour de production. La farine de blé utilisée a une faible teneur en protéines (entre 8 et 10 %) et provient d'un blé connu sur le marché mondial comme un semi-soft wheat (blé semi-tendre). Le taux de cendre de cette farine est faible, compris entre 0,36 et 0,4 %.
Les ingrédients sont mélangés jusqu'à obtention d'une pâte très ferme qui doit être malaxée. De par sa consistance, il est très difficile de le faire à la main : par conséquent, lors de la préparation de ces nouilles de manière traditionnelle, la pâte ferme est protégée par des feuilles (ou de nos jours par un film plastique), puis malaxée avec les pieds jusqu'à ce que la pâte soit assez souple pour être étalée et découpée. Quand la production de nouilles est faite à une échelle commerciale, cette étape est souvent faite à l'aide de machines spécialement conçues pour cette tâche.
La pâte est étalée puis pliée, et enfin découpée avec un couteau spécial, le udon kiri, pour obtenir des nouilles uniformes. Les nouilles sont souvent relativement épaisses, mais peuvent être plus fines, comme les udon sanuki de l'ancienne province de Sanuki (maintenant préfecture de Kagawa) sur l'île de Shikoku. Avec une épaisseur de 2,0 à 3,9 mm, les nouilles udons sont les plus épaisses de la cuisine japonaise : seules les nouilles hira-men sont plus larges, mais aussi plus plates.
Pour leur cuisson, les pâtes fraîches sont jetées dans l'eau bouillante à laquelle est ajoutée de l'eau froide dès que l’ébullition reprend après introduction des pâtes. Les nouilles sont cuites à la reprise de l'ébullition après l'ajout de cette eau froide.

### Fabrication industrielle

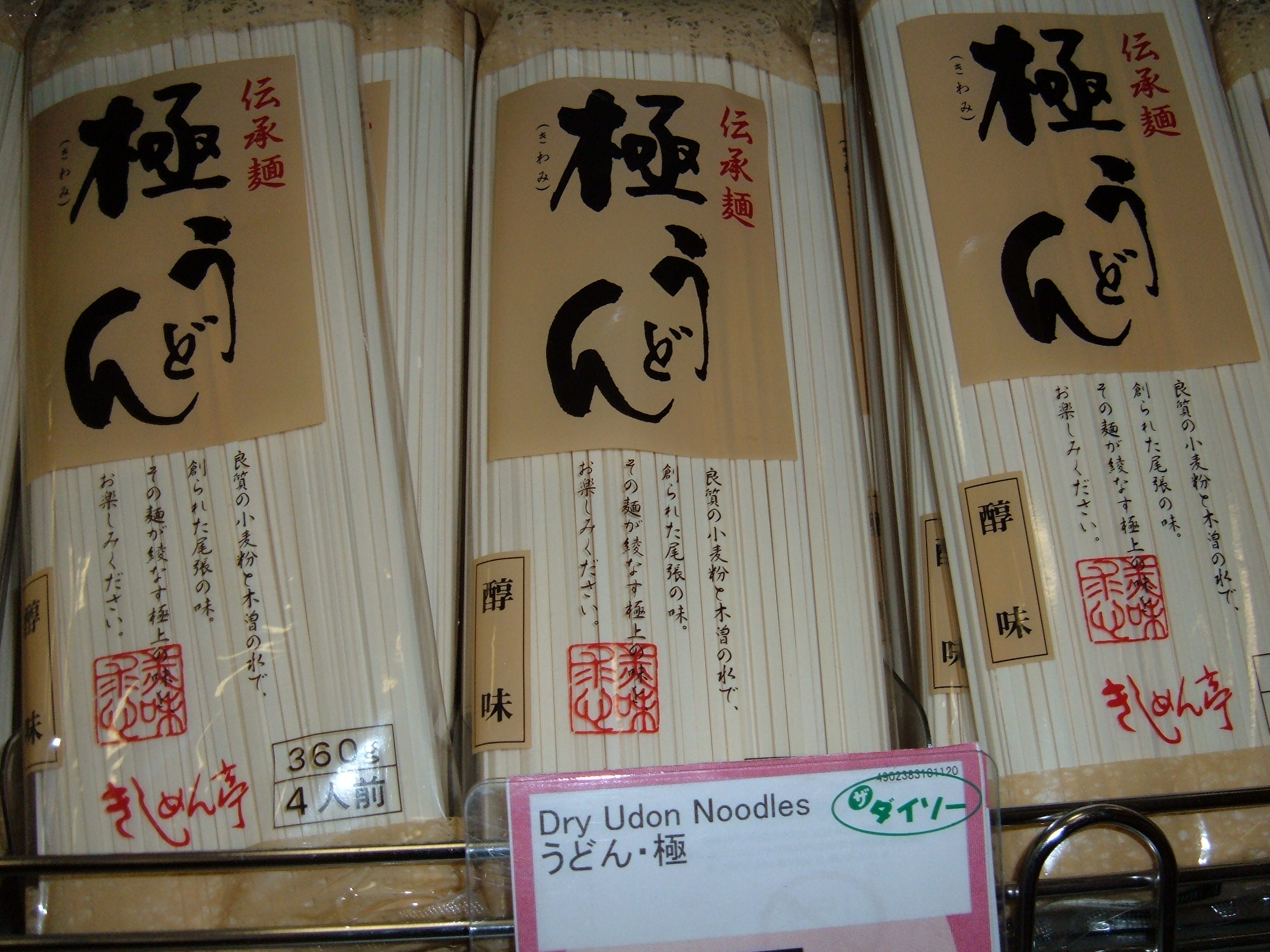
Udon séché.

Lors de la fabrication industrielle des udons, la pâte est coupée par une machine en différentes épaisseurs. Les nouilles ainsi produites peuvent être vendues sous trois formes différentes : séchées, cuites ou crues. Les nouilles séchées sont appelées kan-men (かんめん, 乾めん, 干麺), les pâtes cuites sont appelées yude-men (ゆでめん, ゆで麺, 茹で麺), et les pâtes qui ne sont ni cuites ni séchées sont appelées nama-men (なまめん, なま麺, 生麺). Cette dernière variété est beaucoup moins répandue que les précédentes.
Les udons sont le plus souvent vendues déjà cuites, soit en vrac ou dans des emballages plastiques simples, soit dans des contenants stérilisés. Selon le type d'emballage, les nouilles seront cuites différemment : si elles sont vendues en vrac ou dans des emballages simples, les nouilles sont cuites pendant 10 à 25 minutes dans de l'eau bouillante dans une eau de pH compris entre 5,5 et 6 ; les nouilles ont alors un poids compris entre 2,5 et 4 fois le poids de la farine utilisée pour leur fabrication. Les nouilles emballées dans des contenants stériles sont cuites dans de l'eau dans laquelle est diluée un conservateur (de l'acide lactique ou du benzoate de sodium), puis pasteurisées pendant 40 minutes à une température au moins égale à 90 °C. Sous cette forme, les nouilles peuvent être conservées pendant plus de trois mois,.
Dans le cas des pâtes fraîches séchées, un processus de séchage particulier doit être effectué : les nouilles relativement épaisses pourraient casser en cas de séchage trop rapide. Ce processus comprend trois étapes : lors de la première étape, les nouilles sont amenées à une température relativement basse (environ 15 à 20 °C) ; à cette température, l'humidité de surface est supprimée. Cela réduit la contrainte de tension des nouilles causée par leur propre poids. Dans la deuxième étape, l'humidité ambiante est amenée entre 70 et 80 % et la température entre 30 et 35 °C ; l'humidité ambiante est nécessaire pour conserver un équilibre entre l'humidité ambiante et l'humidité des pâtes. Dans la dernière étape, la teneur totale en eau des nouilles sera réduite à environ 14 %, en baissant la température graduellement pour éviter que les nouilles ne cassent.

## Place dans la société japonaise

### Importance économique

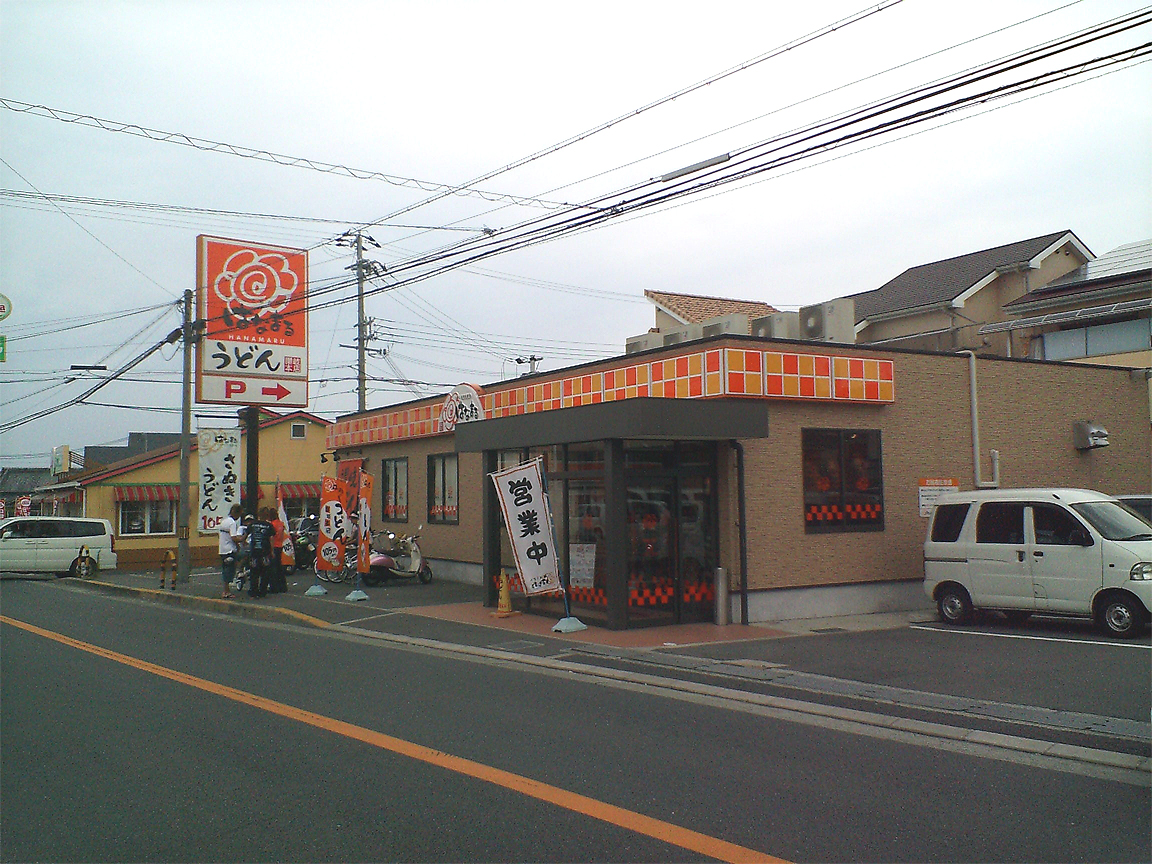
Chaîne de restaurants Hanamaru udon.

La principale région de production des udons est la préfecture de Kagawa, la plus petite des préfectures du Japon, avec environ un million d'habitants. En 2005, environ 33 200 tonnes de farine de blé ont été transformées en udons au Japon, dont 29,4 % (9 766 tonnes) dans la seule préfecture de Kagawa. Les volumes destinés à la production d’udons séchés et précuits sont comparables.
On estime à plus de 700 le nombre de restaurants spécialisés dans les udons dans la seule préfecture de Kagawa. Si la majorité de ces restaurants sert des plats de manière habituelle, certains se rapprochent d'un fonctionnement en libre-service, où le client réchauffe ses pâtes lui-même et choisit ses garnitures et accompagnements. La plus grande chaîne de restaurants spécialisée dans les udons est la Yoshinoya Holdings Co., Ltd. Entreprise Associated Hanamaru, fondée à Takamatsu, principale ville de la préfecture de Kagawa, et comptait initialement cinq restaurants, à la fin 2001. À la fin 2024, la chaîne comptait 418 restaurants au Japon et quatre usines d’udons, et a réalisé un chiffre d'affaires de près de 18 milliards d'euros.
Bien que depuis les années 1950, la quantité de blé importée au Japon a augmenté continuellement, les udons ont longtemps été produits avec de la farine de blé cultivé au Japon. Cependant, à la suite d'une mauvaise récolte au début des années 1970, les Japonais durent chercher des farines alternatives. La farine importée d'Australie occidentale de la classe Australian Standard White (ASW) s'est révélée être similaire aux variétés de blés japonaises en termes d'amidon. En 2009, 4,86 millions de tonnes de blé ont été importées au Japon, ce qui représente 90 % des besoins en blé japonais. Environ 0,8 million de tonnes de ce total proviennent d'Australie.

### Culture
Initialement principalement populaire dans la préfecture de Kagawa dont la version locale des udons (les sanuki udon) est réputée, la consommation des udons a connu un boom à la suite de l'apparition d'un ouvrage en cinq volumes vantant leurs qualités gustatives, dont le premier volume a été publié en 1993 par Kazutoshi Tao, un éditeur local de Kagawa. Le livre décrit les restaurants de la préfecture et contient un guide à l'usage des amoureux des udons,,.
Dans le but de promouvoir la culture de l’udon dans la préfecture de Kagawa la udon Sanuki kenkyukai (さぬき うどん 研究 会, Société de recherche sur l'udon sanuki) a été créée en 1984. Les membres de la société appartiennent principalement à des entreprises liées à la production d’udons, mais environ un tiers sont des professeurs d'université. Chaque année, le 2 juillet est la journée de l'udon, célébrée dans la préfecture de Kagawa, dont l'attraction principale est la production de nouilles fraîches. Grâce à un accord entre le gouvernement de la préfecture et la Poste japonaise, la préfecture de Kagawa a été rebaptisé « Préfecture des udons » en 2011 et les lettres à destination de Kagawa peuvent maintenant aussi être adressées à la « préfecture des udons,[réf. non conforme], ».
En 2006, le film Udon du réalisateur Katsuyuki Motohiro, reprend l'histoire vraie du « boom de l'udon » au travers des yeux de Kosuke, le fils d'un propriétaire de restaurant d’udons,.

## Les udons en cuisine

### Aspects nutritionnels
Les apports nutritifs pour 100 g d’udons secs sont de 353 calories (1 477 kJ), 12,4 g de protéines, 72,3 g de glucides, 1,7 g de lipides et 660 mg de sodium. Les udons ont un indice glycémique (IG) similaire à celui d'autres pâtes telles que les spaghettis. Comparées au riz blanc, qui a un IG de 100, les udons ont une valeur moyenne significativement plus faible de 58.

### Variantes régionales
Selon les régions, il y a de grandes variétés d’udons, qui diffèrent dans leur épaisseur et dans leur forme.
- Inaniwa udon (稲庭, うどん?) : udons minces de la préfecture d'Akita.
- Mimi udon (耳, うどん?, littéralement « udon oreille ») : un aliment porte-bonheur de Sano, en forme d'oreilles.
- Himokawa (ひもかわ?) : udons plats et larges de Kiryū.
- Hōtō (餺飥, Hōtō?, rarement 餺飥, communément ほうとう) : udons plats et larges, généralement cuits avec des légumes, en particulier avec la courge kabocha, originaire de la préfecture de Yamanashi.
- Kishimen (棊 子 麺?), ou plus communément きし 麺) : udons plats de Nagoya.
- Ise udon (伊勢, うどん?) : udons doux et généralement mangés avec de la sauce soja sucrée, de la ville d'Ise.
- Dans le Kansai, les udons sont d'épaisseur moyenne et sont très populaires.
- Sanuki udon (讃岐, うどん?) : udons épais et plutôt élastiques de la préfecture de Kagawa.
- Hakata udon (博多, うどん?) : udons épais et doux de Fukuoka.
- Dango-jiru (団 子 汁?) : similaires à l’hōtō de la préfecture d'Oita. Littéralement « soupe boulette », udons plats et très épais.
- Okinawa soba (en) (沖縄 そば) : également appelés suba, typiques de la cuisine d'Okinawa, nouilles faites avec les mêmes ingrédients que des rāmen.
- Il existe aussi un plat appelé udon en Palaos, en raison de l'ancienne occupation japonaise de ces îles. Les nouilles, généralement des spaghettis que l'on peut plus facilement se procurer, sont cuites dans un bouillon à base de sauce de soja, ou bien dans un bouillon utilisé pour les soba à Okinawa.

### Plats à base d’udons

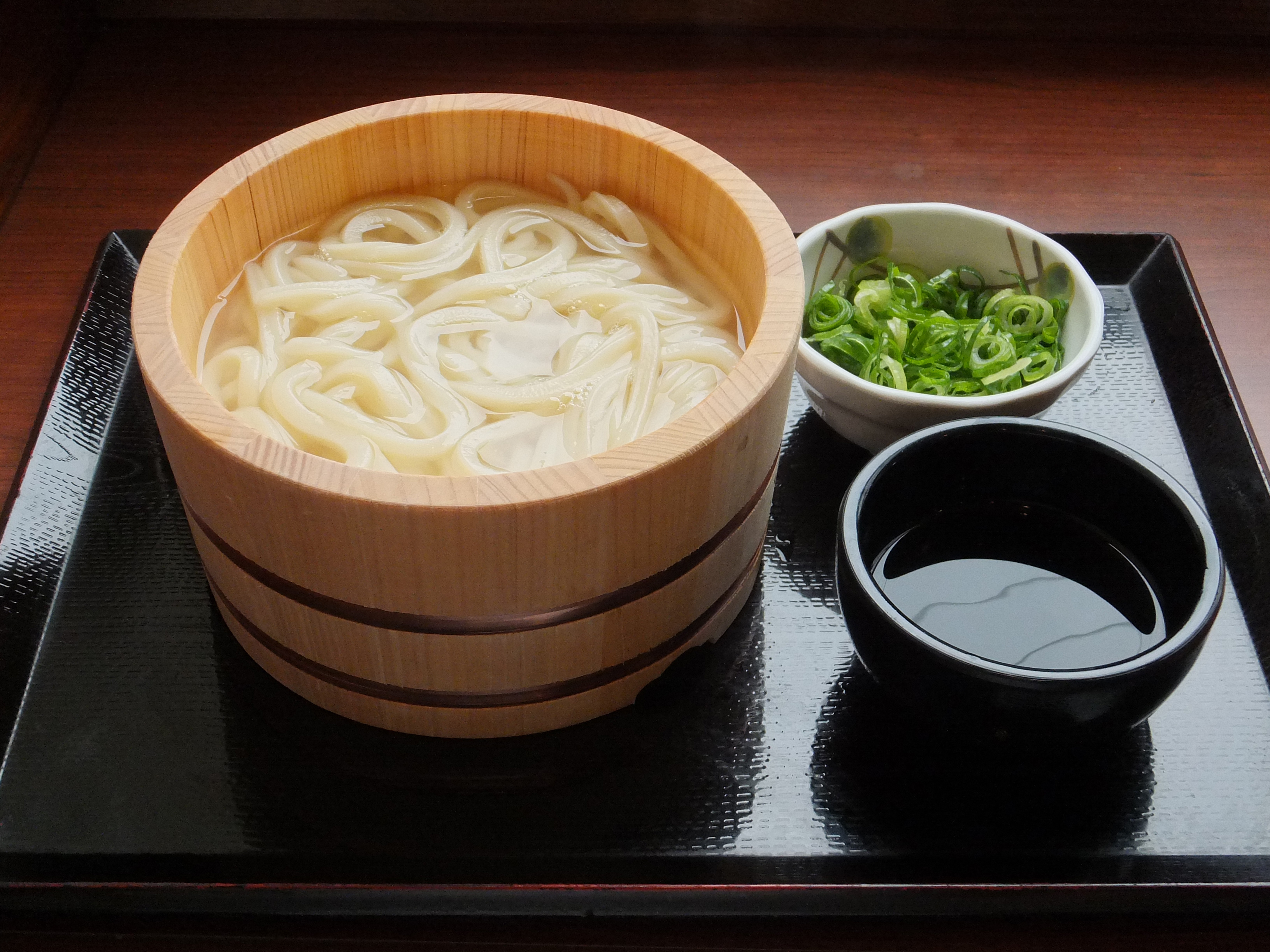
Kamaage udon.

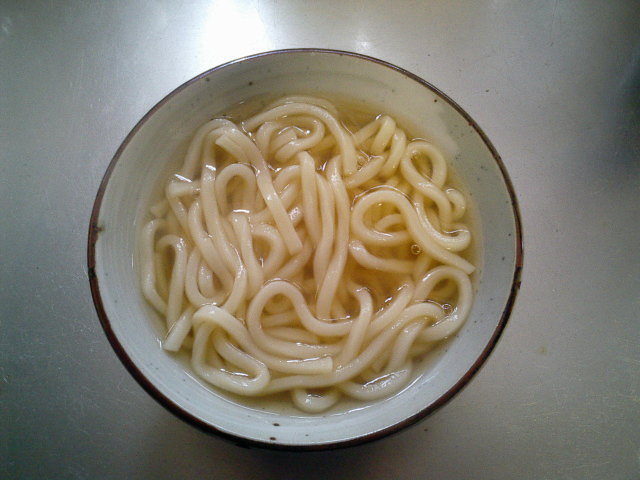
Kake udon.

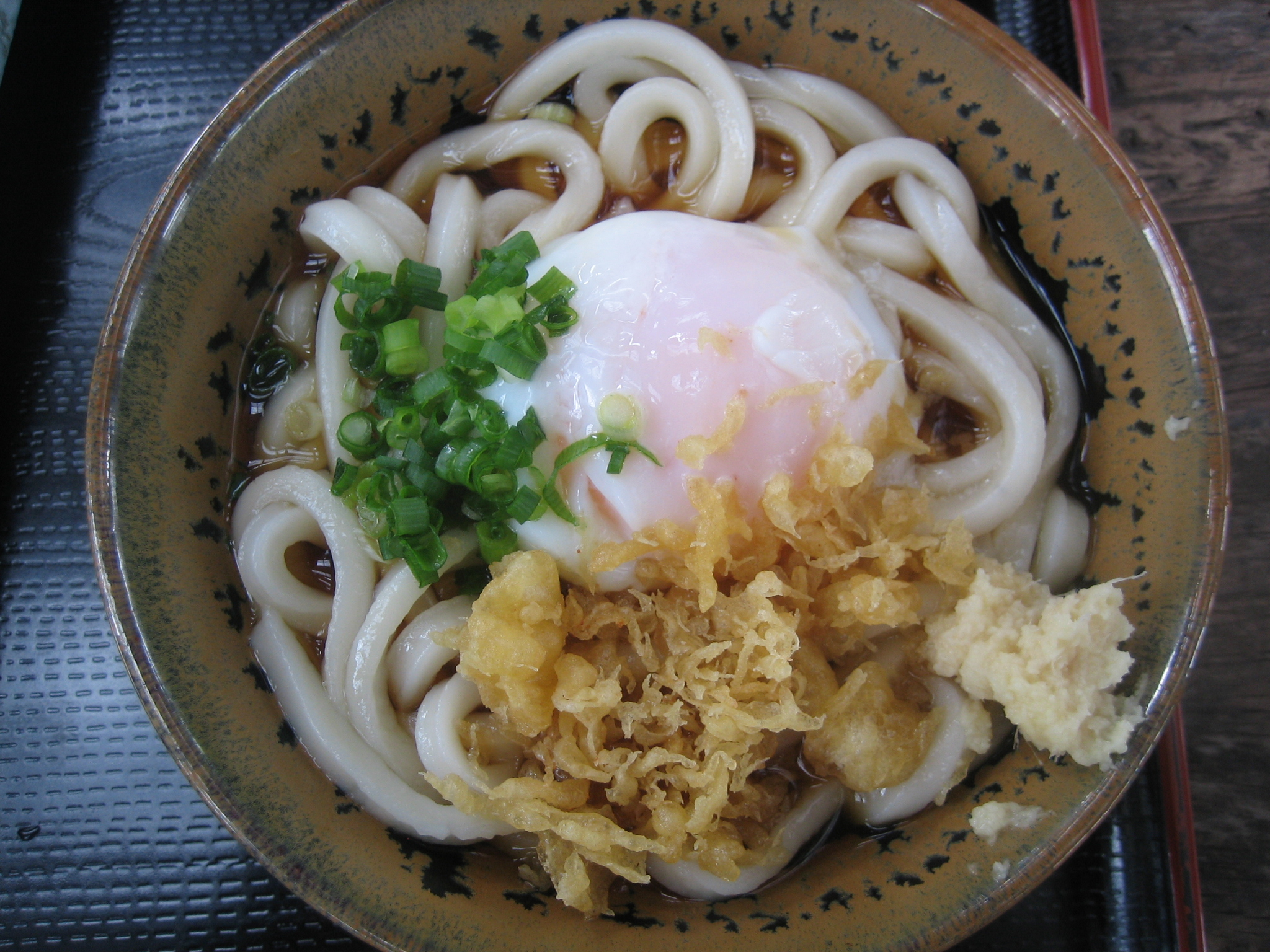
Bukkake udon.

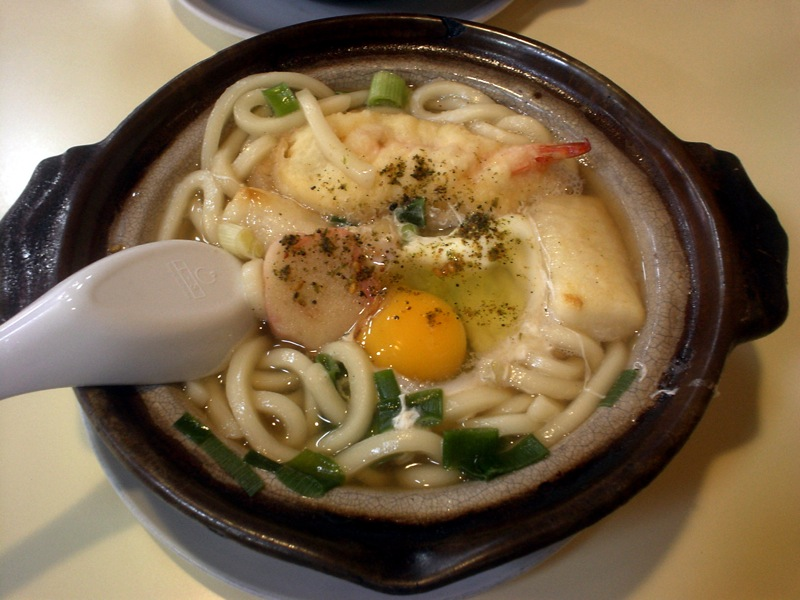
Nabe-yaki udon.

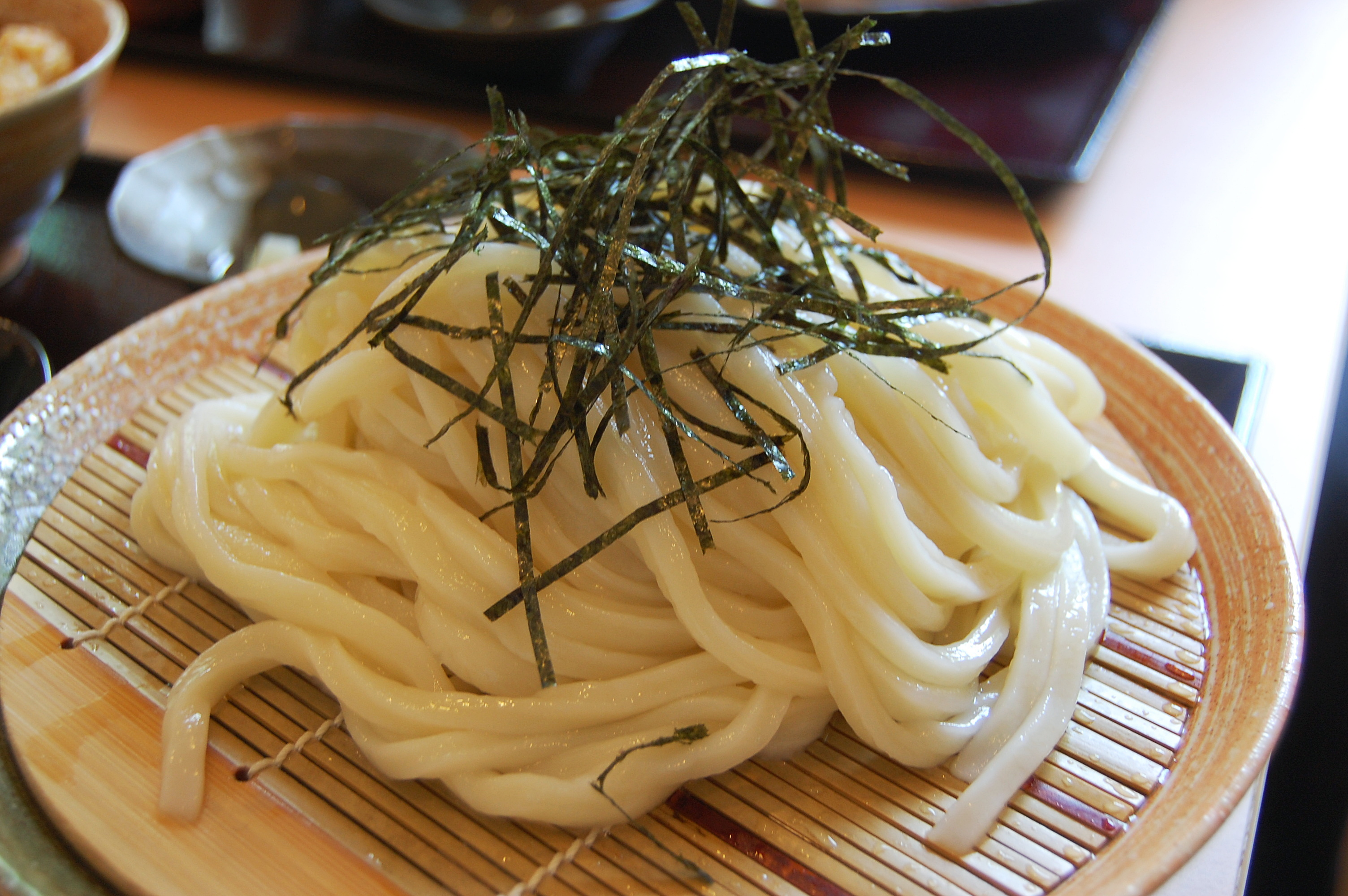
Zaru udon.

Les udons sont utilisés dans la cuisine japonaise dans d'innombrables plats qui peuvent être classés selon divers critères. Il existe par exemple des plats dans lesquels les nouilles sont servies chaudes ou froides ; elles peuvent être cuites dans un bouillon relevé, à l'eau claire, sautées, ou encore en ragoût. Il est courant parmi les différents plats de pouvoir choisir entre soba et udons pour un même plat,. De nombreuses méthodes de préparation ont des noms très poétiques et sont souvent nommées d'après les légendes et les mythes qui auraient conduit à leur création.
Parmi les plats les plus célèbres à base d’udons, on peut citer :
- kamaage udon (釜揚げうどん?) : udons servis chauds, avec un bouillon de sauce de soja, des rondelles de ciboule et du gingembre, et trempés dans une sauce épicée avant d'être mangés[33]. Variante estivale :
  - zaru udon (ざるうどん?) : udons servis glacés sur un tamis de bambou (zaru), accompagnés d'un bouillon de sauce de soja froid (mentsuyu) agrémenté de ciboule émincée dans lequel on trempe les udons avant de les déguster ;
- kitsune udon (きつねうどん?, udons du renard) : udons servis chauds en bouillon, accompagnés de rondelles de ciboule et de tofu frit. Le nom vient d'une légende selon laquelle un renard (kitsune) raffole du tofu frit[1].

Quelques variantes sur cette base :
- tsukimi udon (月見うどん?) : kitsune udon servis avec un œuf cru sur les udons. Le nom fait référence à la ressemblance entre le jaune d'œuf et la pleine lune[34] ;
- tempura udon (天ぷらうどん?) : kitsune udon servis avec des beignets frits de crevettes (tempura) ;
- nabeyaki udon (鍋焼きうどん?) : udons mijotés à la marmite dans un bouillon de sauce de soja, avec de la viande, des légumes et un œuf ;
- karē udon (カレーうどん?) : udons avec une sauce curry spécialement adaptée pour mieux tenir sur les nouilles[35];
- kake udon (掛け うどん, かけ うどん?) : nouilles chaudes dans un bouillon chaud à base de poisson et/ou de sauce soja. Ce bouillon est appelé kake jiru et est la base de plusieurs autres plats de nouilles en bouillon. Certaines des variations énumérées dans cette liste diffèrent des udon kake uniquement par un choix particulier de l'accompagnement des nouilles[34] ;
- bukkake udon (ぶっ かけ うどん?) : plat chaud ou froid où les nouilles sont garnies de divers ingrédients, puis recouvertes de soupe[36] ;
- dojōjiru (ドジョウ じ る?) : ragoût de loche d'Asie (dojo), udons frais, légumes, tofu frit et autres ingrédients. Ceux-ci sont cuits dans un bouillon à base de niboshi et de miso. Le dojojiru est traditionnellement servi dans la région de Sanuki aux fêtes de village qui ont lieu l'été[37] ;
- hubyaki udon (鍋 焼きうどん?) : ragoût contenant des champignons, des légumes, de l'œuf, de la viande, des udons et parfois des crevettes tempura. Le plat est préparé et servi dans un pot de pierre, il est principalement consommé en hiver[1],[34] ;
- niku udon (肉 うどん, にく うどん?, « udons de  viande ») : nouilles chaudes avec de la sauce de soja sucrée et du bœuf[36] ;
- tanuki udon (たぬき うどん?) : udons chauds dans un bouillon avec des morceaux frits de tempura. Tanuki est le nom japonais pour le chien viverrin, qui est dans les légendes un symbole de ruse animale. La légende veut que ce dernier ait dérobé les légumes et les poissons dans les tempuras, et qu'il n'ait laissé que des miettes de friture. Donc, seules des miettes sont servies avec la soupe d’udons[1] ;
- uchikomi udon (うちこみ うどん?) : ragoût à base d’udons, de légumes, de tofu frit et d'autres ingrédients, cuits dans un bouillon à base de niboshi. Du miso ou de la sauce soja peuvent rehausser la saveur du plat. C'est un plat typique de la région de Sanuki[37] ;
- yaki udon (焼きうどん?, udons frits) : sautés, comme des yakisoba[38].

En Corée, les udons sont particulièrement populaires comme plat ou comme simple en-cas.

## Galerie

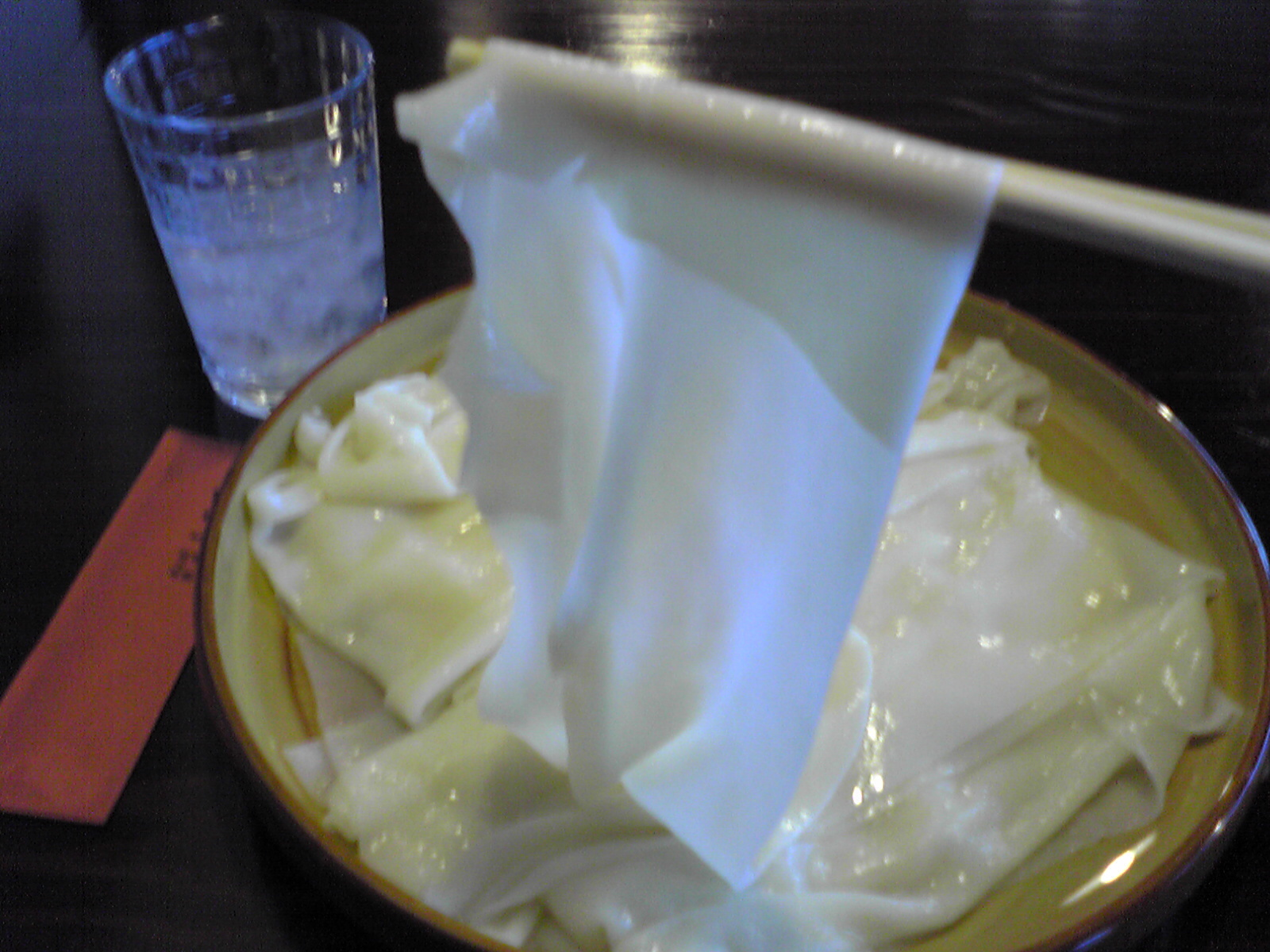
Himokawa.
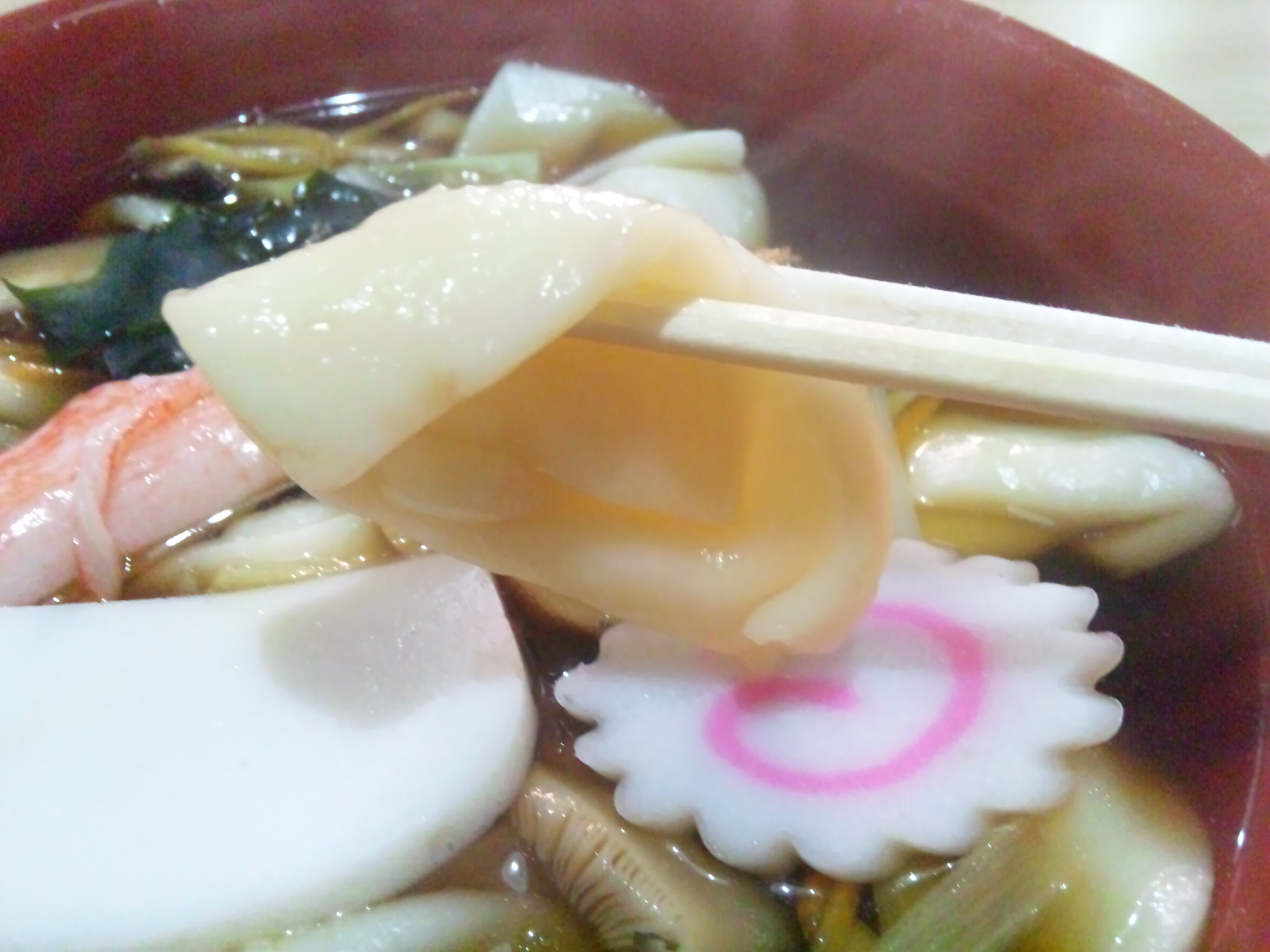
Mimi udon.
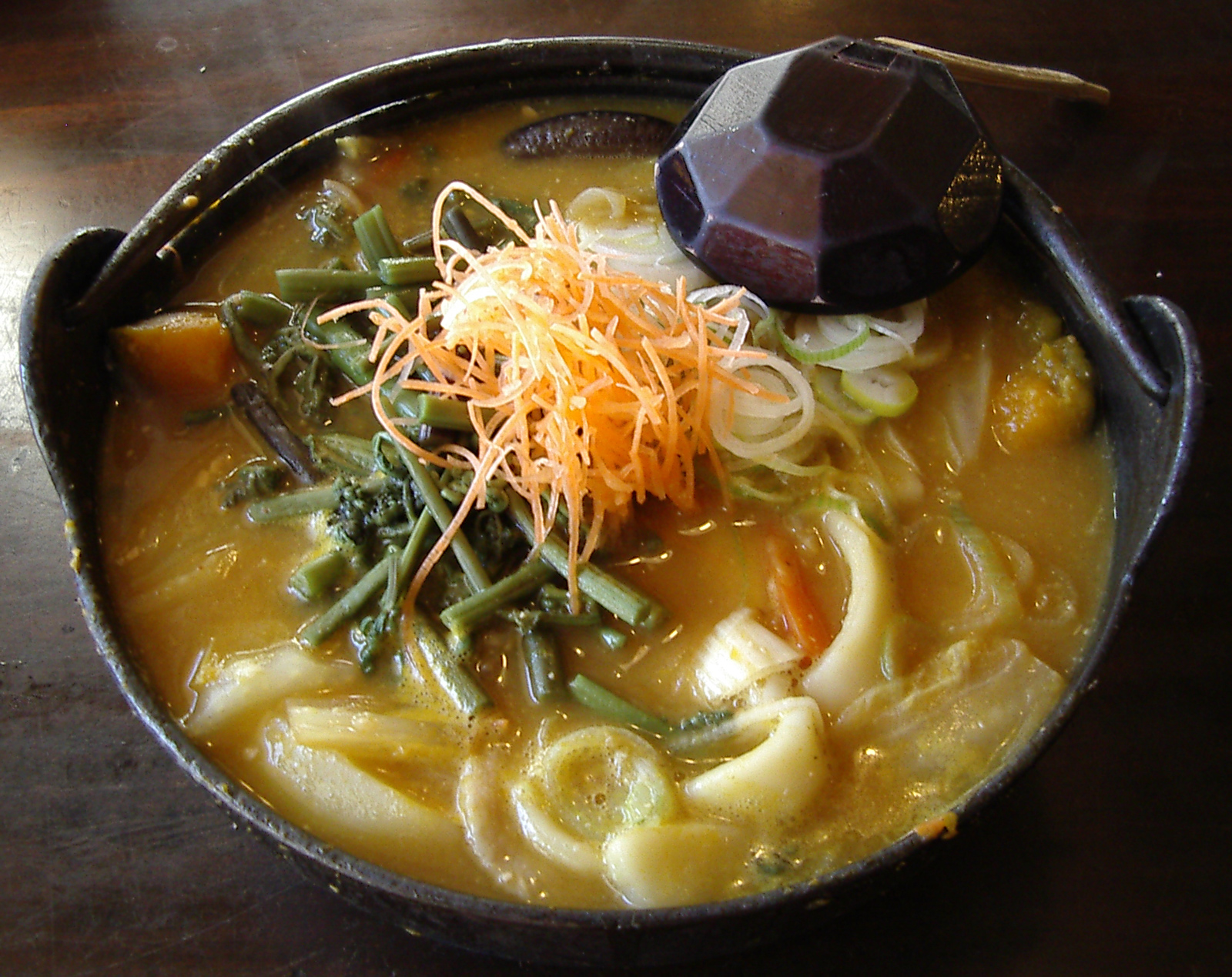
Hōtō.
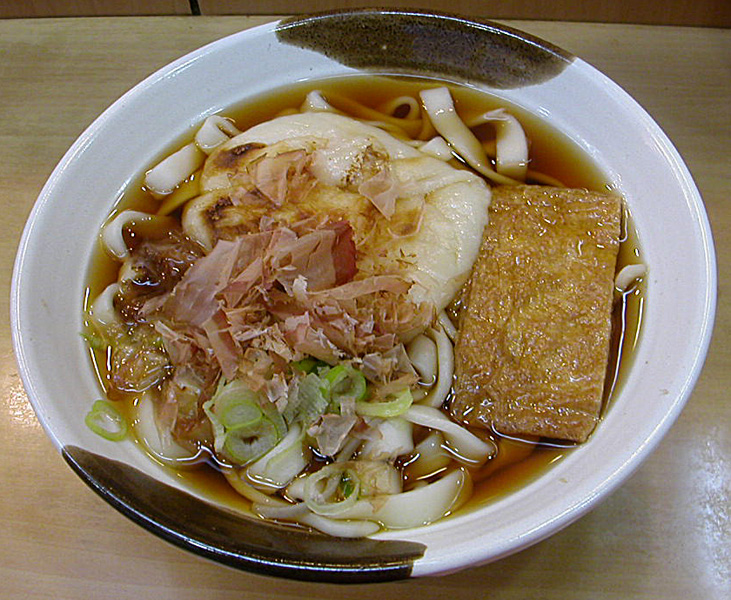
Kishimen.
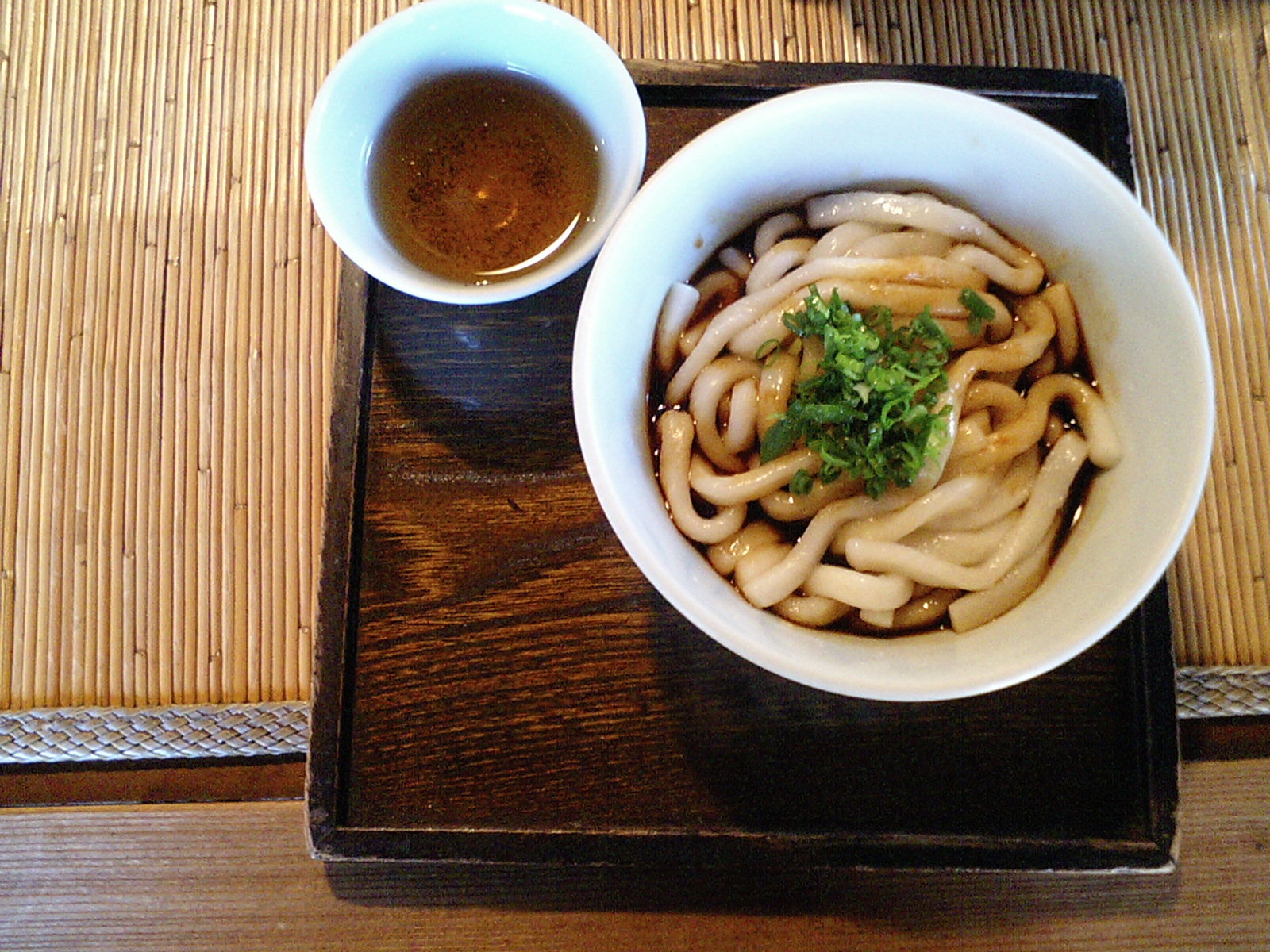
Ise udon.
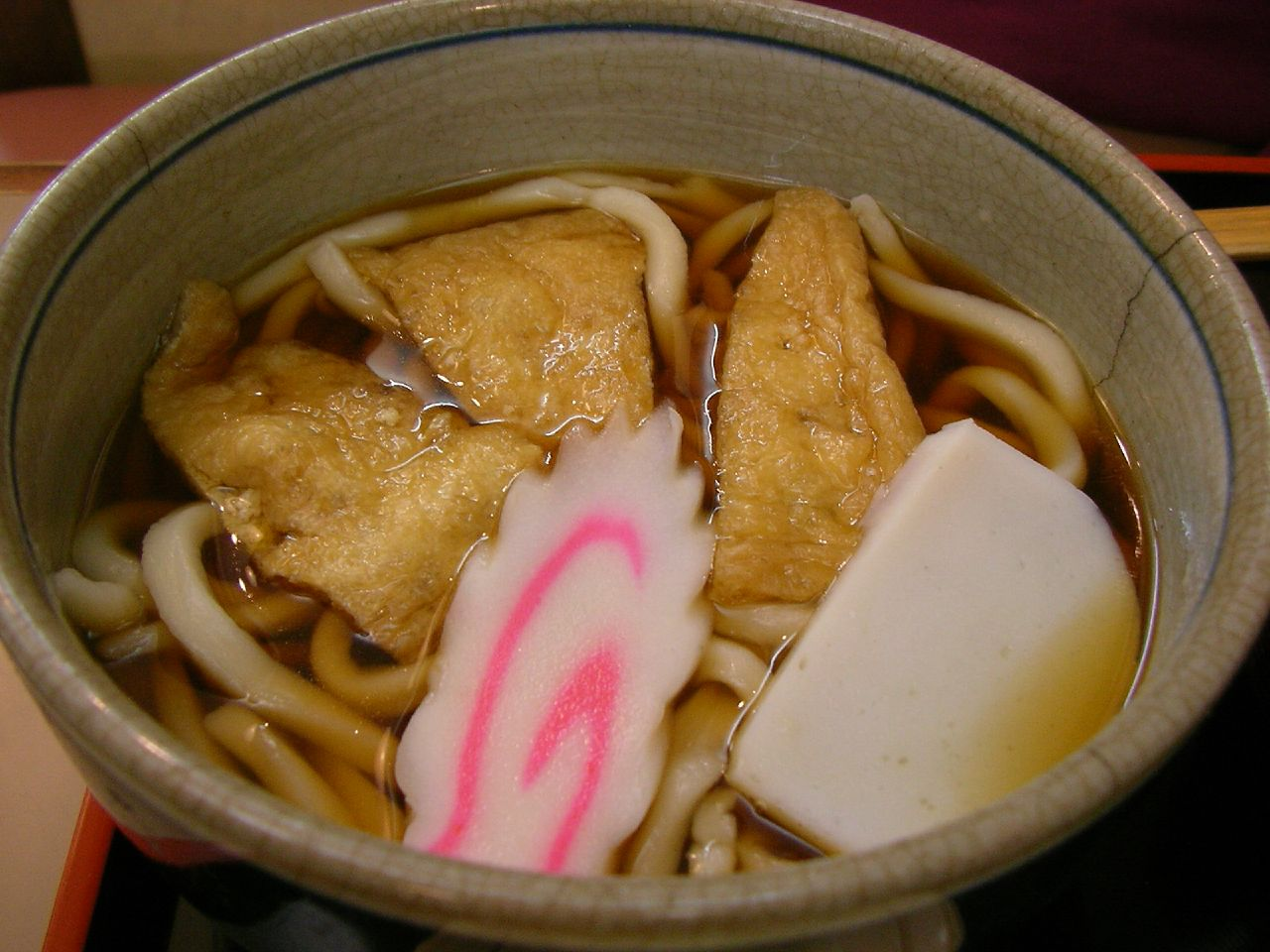
Kitsune udon.
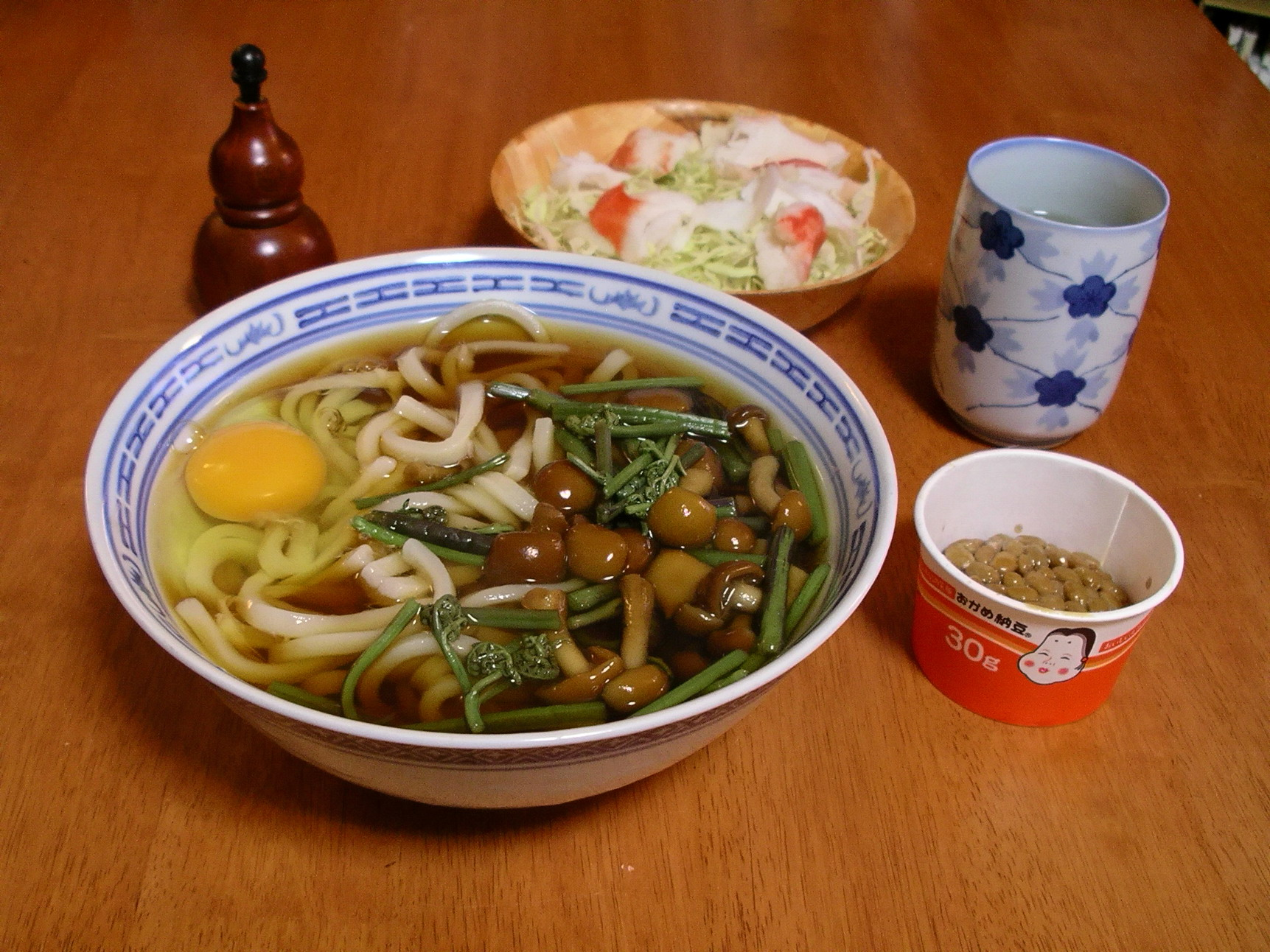
Tsukimi udon.
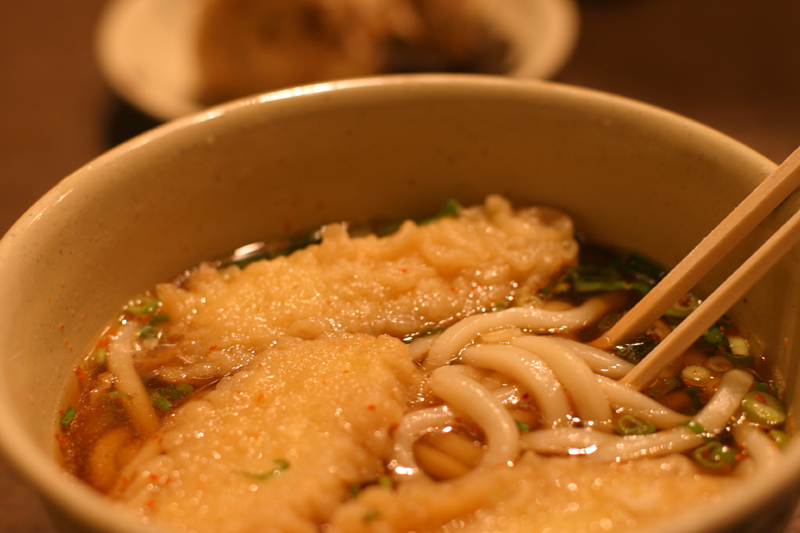
Tempura udon.
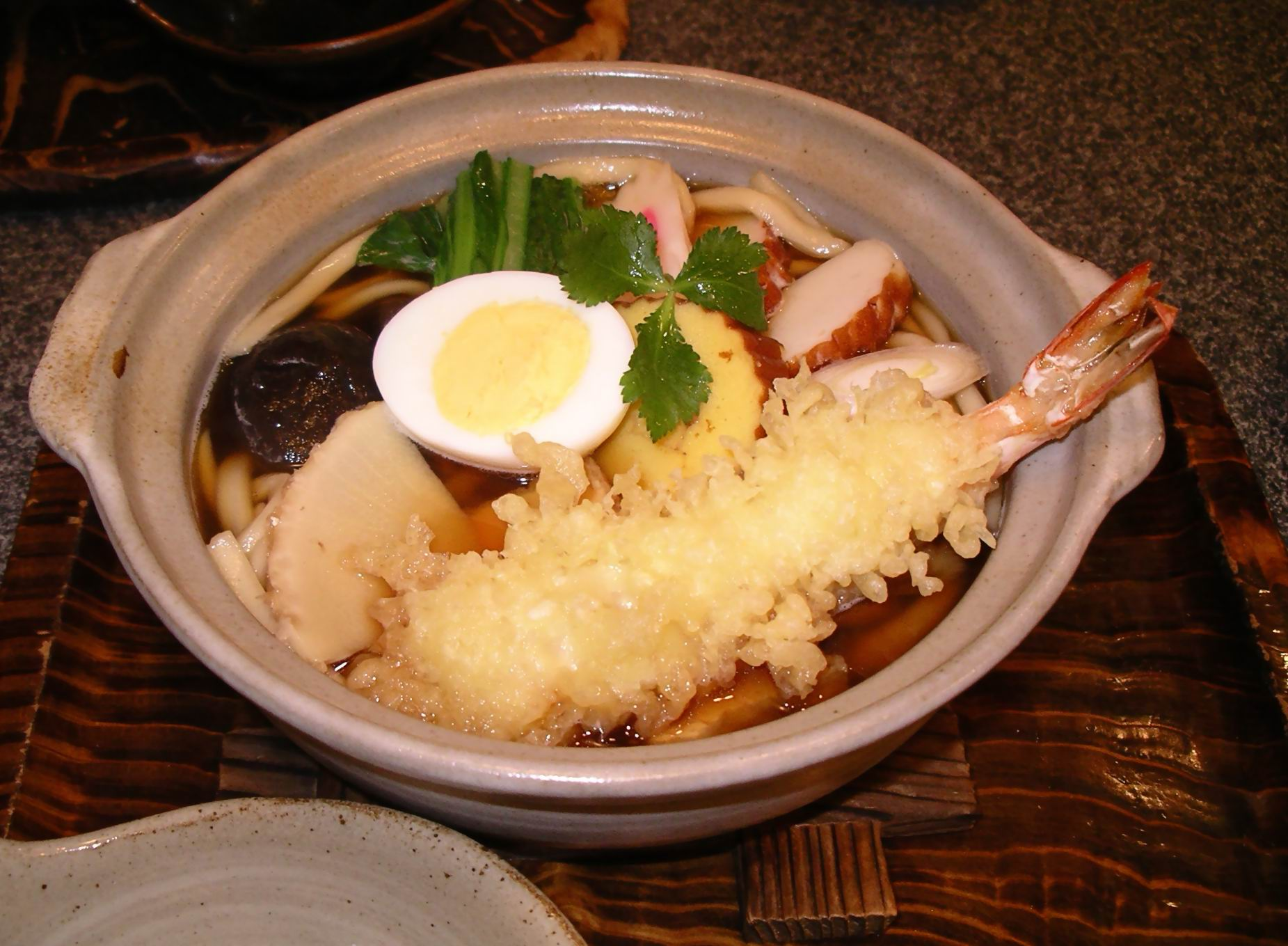
Nabeyaki udon.
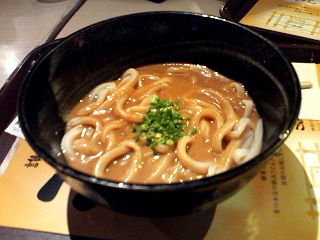
Karē udon.